# البحيرة المرقطة
البحيرة المرقطة (بالإنجليزية: Spotted Lake)‏ تقع هذه البحيرة الفريدة من نوعها في مقاطعة كولومبيا البريطانية الكندية وفي الصيف عندما تتبخر معظم مياهها تتحول المركبات المعدنية إلى بلّورات كريستالية تنتشر على شكل دوائر تعكس ما بداخلها من معادن بألوان تتراوح بين الأخضر والأزرق والأصفر. والبحيرة غنية جدا بمجموعة كبيرة من المركبات المعدنية شديدة التركيز منها كبريتات المغنيسيوم والكالسيوم و كبريتات الصوديوم